# Partido de Chascomús
Chascomús es uno de los 135 partidos que componen la provincia argentina de Buenos Aires, ubicándose en el interior de dicha provincia. Forma parte de la Quinta Sección Electoral de la Provincia de Buenos Aires. 
La cabecera del partido es la ciudad homónima de Chascomús.

## Características físicas
El partido de Chascomús forma parte de la región denominada Zona Deprimida del Salado, en el centro-este de la Provincia de Buenos Aires. Limita con los partidos de Brandsen, Punta Indio, Castelli, General Belgrano, General Paz, Lezama, Magdalena, Pila y con la Bahía de Samborombón.
Tiene 3.123 km², con suelos bajos típicos de la región, especialmente propicios para la ganadería extensiva. Además alberga una importante cantidad de lagunas, muchas de las cuales forman parte del sistema de las Encadenadas que desembocan en el Río Salado. La mayor de ellas es la Laguna de Chascomús, cuyos márgenes bañan la ciudad cabecera.

### Sismicidad
La región responde a las subfallas «del río Paraná», y «del río de la Plata», y a la falla de «Punta del Este», con sismicidad baja; y su última expresión se produjo el 5 de junio de 1888 (136 años), a las 3.20 UTC-3, con una magnitud aproximadamente de 5,0 en la escala de Richter (terremoto del Río de la Plata de 1888).
La Defensa Civil municipal debe advertir sobre escuchar y obedecer acerca de 
Área de
Tormentas severas, poco periódicas, con Alerta Meteorológico
Baja sismicidad, con silencio sísmico de 136 años

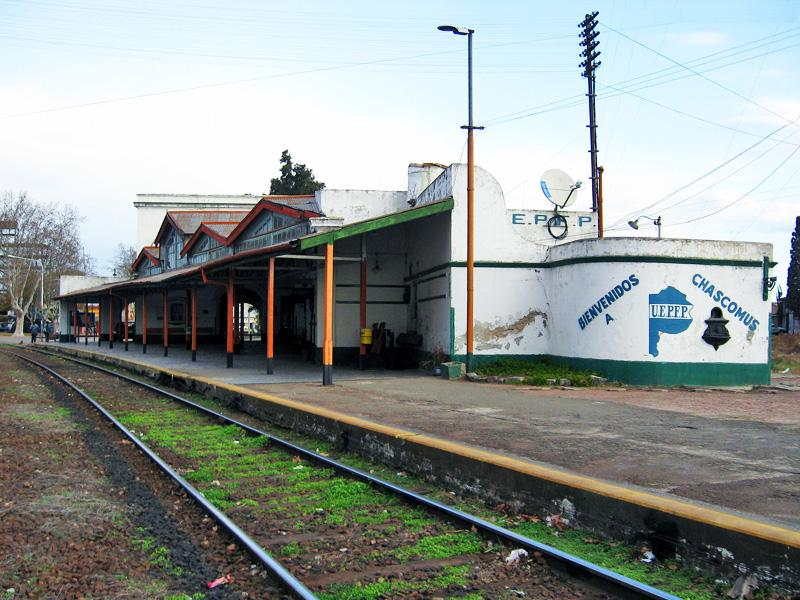
Estación Chascomús.

## Toponimia

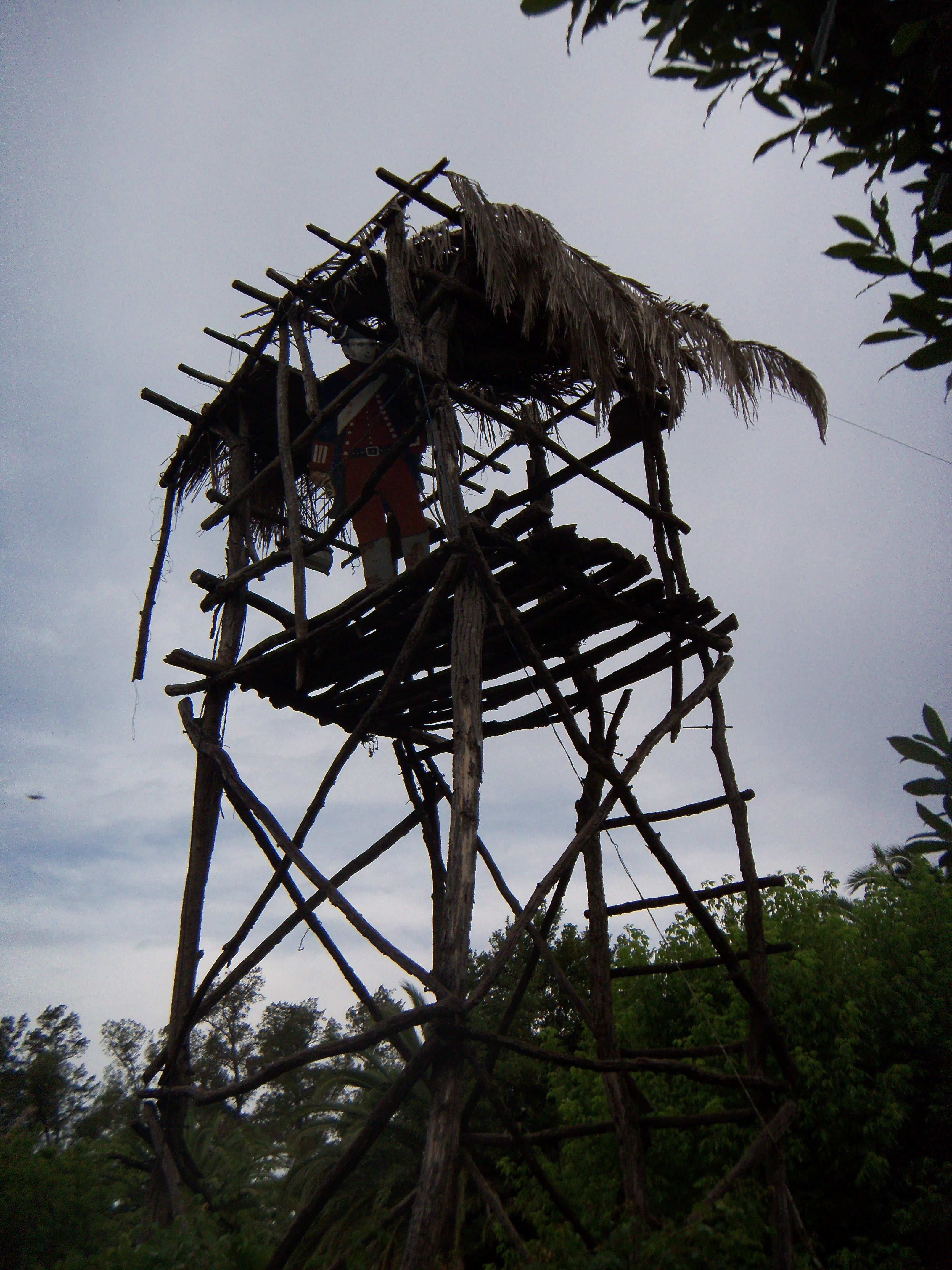
Fuerte de San Juan Bautista (Chascomús).

Durante mucho tiempo se aceptó que Chascomús significa "agua muy salada" haciendo derivar el topónimo de la lengua mapuche (mapudungún) porque quienes buscaron interpretar el vocablo lo hicieron a partir de que esa lengua la hablaban todos los pueblos originarios de la provincia de Buenos Aires a partir del dominio araucano de la región, que se inició a fines del siglo XVIII con la penetración araucana en la Patagonia después de vencer a los guenaken (tehuelches septentrionales en tres batallas que tuvieron como consecuencia la incorporación de estos últimos a la confederación mapuche. Sin embargo, los araucanos nunca estuvieron en la laguna de Chascomús y sus alrededores y, de hecho, la fundación del fuerte San Juan Bautista, origen de la ciudad, se realizó cuando los españoles comenzaron a detectar la presencia araucana en el sur de la provincia.
El topónimo, que ya aparece en una merced de 1645 donde dice "Cascomús", mucho antes de la llegada del mapudungún al sur de la provincia, encuentra su origen en una conjunción de palabras del guaraní y el guenaken (tehuelche septentrional). El primero hablado por los guaraníes que desde época prehispánica frecuentaban la región del río Salado; el segundo hablado por los querandíes, de tronco tehuelche. Juan de Garay anotó, en su acta de repartimiento de indígenas, en 1580, al cacique Tumutumús, que señoreaba en las comarcas entre la laguna de Chascomús y el río Salado. Los guaraníes llamaban a este cacique tubicha Tumutumús (algo así como cacique menor Tumutumús).
En diferentes documentos españoles las palabras se conjugan y acopocan apareciendo Suscumús, Sascomús, Chascumús, Cascomús, Chascumúz, Chascomun, Chascumús y otras hasta llegar al Chascomús actual, perdiéndose el conocimiento del verdadero significado. Es importante tomar en cuenta, además, que según datos de la estación hidrobiológica de Chascomús, el agua de la laguna no es salada y presenta en casos de bajante muy pronunciada, una mínima salinidad.

## Historia
En 1582, dos años después de la fundación de Buenos Aires, Juan de Garay organizó una expedición de reconocimiento por el territorio que hoy ocupa el partido de Chascomús.
En 1640 se establece el primer poblador conocido, llamado Luis Gaytán, que expresaría la intención de "poblar una estancia de ganados mayores y menores". Pero recién en 1779 se construyó el primer fuerte de defensa fronteriza por iniciativa de Pedro Nicolás Escribano, el Fuerte San Juan Bautista de Chascomús. La construcción de este fuerte, el 30 de mayo de ese año, se considera la fundación de la ciudad de Chascomús, cabecera del actual partido.
En 1801 Chascomús fue declarado partido, delimitado por los ríos Samborombón, Salado y el Río de la Plata.
En 1815 la población era de 1.551 habitantes, 814 de ellos habitaban el pueblo. En 1836, de 3.586 habitantes.

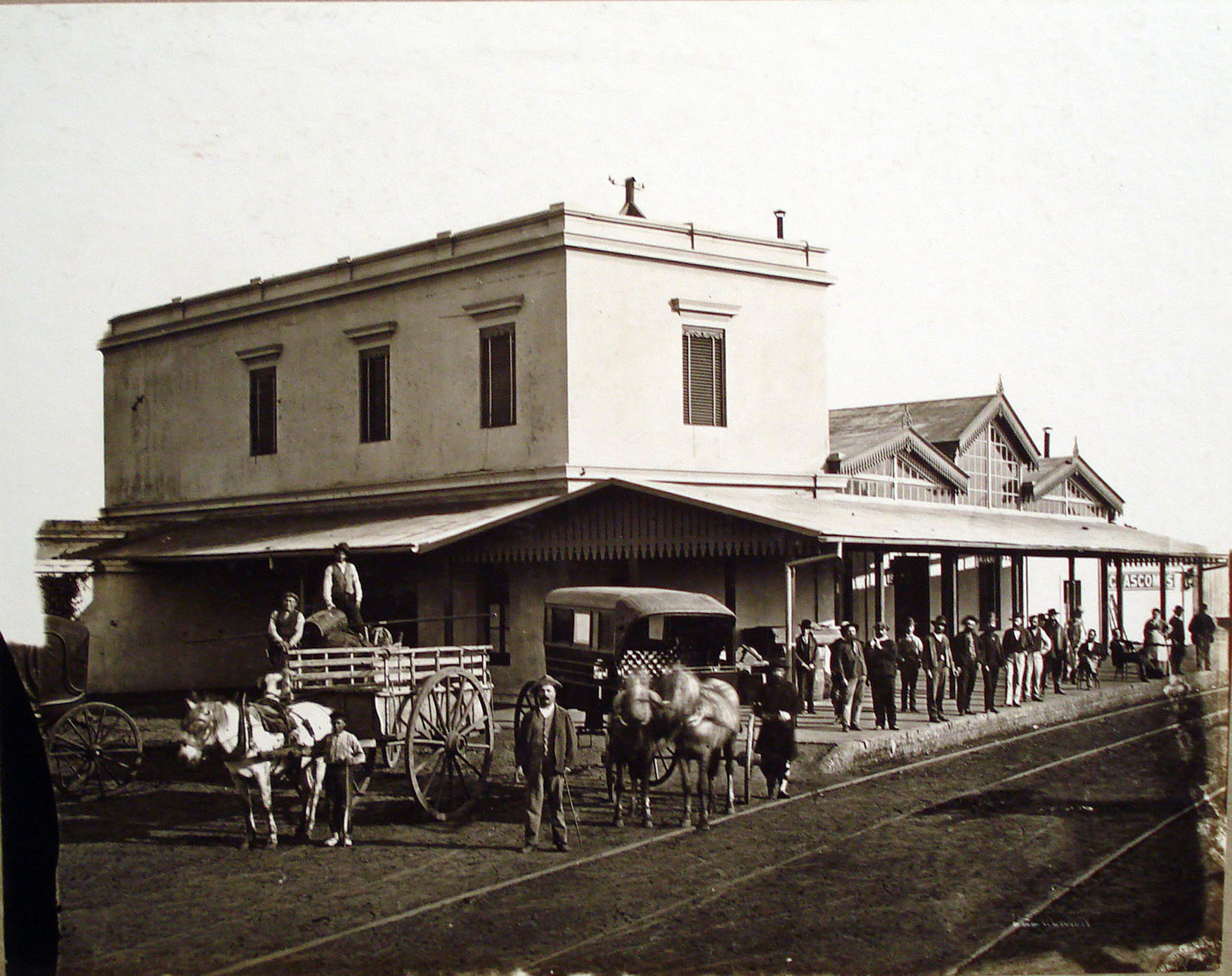
Estación de ferrocarril unos años después de su fundación.

Entre 1826 y la década de 1850 funcionó en la boca del Río Salado un puerto alternativo al de la ciudad de Buenos Aires, ejerciendo su influencia comercial sobre la economía de la zona en general y de Chascomús en particular. Este puerto funcionó especialmente durante los bloqueos portuarios de la guerra con el Brasil (1825-1828), el francés (1838-1840) y el anglofrancés (1845-1848). También se embarcaba por allí carne y víveres para abastecer a la tripulación de las embarcaciones del Almirante Brown, especialmente a partir de 1840.
En 1839 se libra la Batalla de los Libres del Sur, en la que las tropas federales de Juan Manuel de Rosas derrotaron a los unitarios donde estaban enrolados los habitantes de la zona. La población descendió bruscamente y se recuperaría recién con la llegada del ferrocarril en 1865.
El 24 de octubre de 1864, por Ley Provincial n.º 422, se crea el partido de Biedma, con tierras del partido de Chascomús.
El 14 de julio de 1873, la cabecera del partido es declarada ciudad, su primer intendente sería Ramón Milani, en el año 1886.
El 22 de diciembre de 1894 el nunca materializado partido de Biedma en una restitución histórica y tras 30 años de los reclamos de los vecinos es reincorporado al de Chascomús por disposición del decreto 2518.
El 22 de diciembre de 2009 la Legislatura Provincial aprueba la creación del nuevo partido de Lezama, desmembrando por segunda vez el partido de Chascomús.

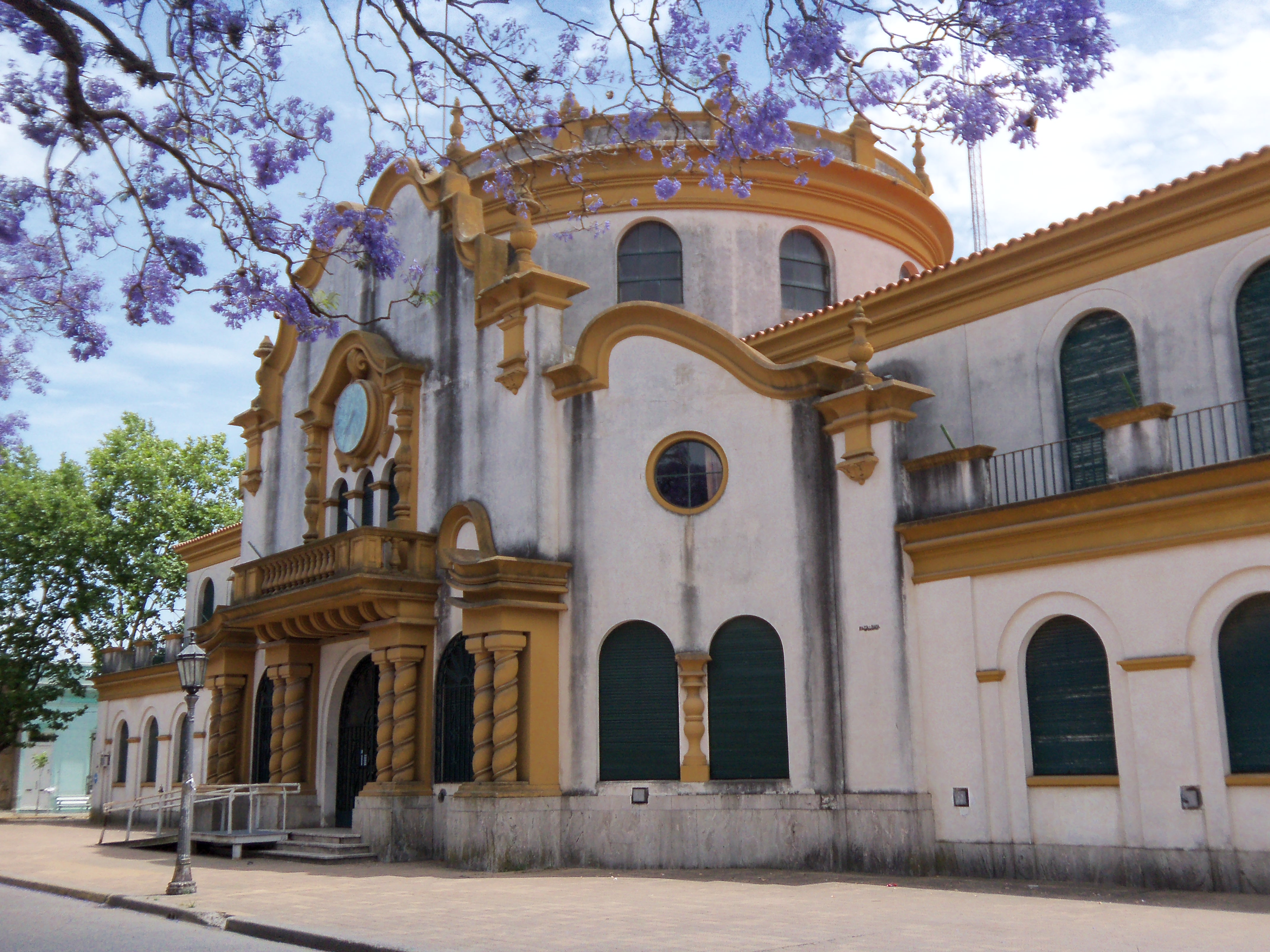
Municipalidad de Chascomús.

El 24 de febrero de 2010 la Municipalidad de Chascomús presenta una acción judicial por considerar que la Ley separatista es inconstitucional, ya que no cumple con el artículo 103 de la Constitución Provincial que habilita a la Legislatura a dividir Distritos para mejor administración, no siendo este el caso ya que informes de la Subsecretaría de Asuntos Municipales de la Provincia, del Tribunal de Cuentas, y de las Facultades de Ciencias Económicas, Ciencias Jurídicas y Arquitectura de la UNLP, determinaron la inviabilidad de esta división. A la causa de la Municipalidad se le sumaron las de la Asociación Rural de Chascomús y la Cámara de Comercio e Industria de Chascomús, siendo las tres aceptadas por la Suprema Corte de Justicia de la Provincia de Buenos Aires, que le ha dado traslado al Ejecutivo Provincial para que de respuesta.

## Intendentes desde 1983
| Intendente                 | Mandato                                           | Partido | Partido | Alianza | Alianza | Elecciones |
| -------------------------- | ------------------------------------------------- | ------- | ------- | ------- | ------- | ---------- |
| Juan Carlos Gastón         | 10 de diciembre de 1983 - 10 de diciembre de 1987 |         | UCR     |         | —       | 1983       |
| Carlos César Garbizu       | 10 de diciembre de 1987 - 10 de diciembre de 1991 |         | UCR     | 1987    | —       |            |
| Juan Carlos Salas          | 10 de diciembre de 1991 - 10 de diciembre de 1995 |         | UCR     | 1991    | —       |            |
| Norberto Aníbal Fernandino | 10 de diciembre de 1995 - 10 de diciembre de 1999 |         | PJ      |         | FREJUFE | 1995       |
| Juan Alberto Gobbi         | 10 de diciembre de 1999 - 10 de diciembre de 2003 |         | UCR     |         | Alianza | 1999       |
| Liliana Elsa Denot         | 10 de diciembre de 2003 - 10 de diciembre de 2007 |         | UCR     |         | —       | 2003       |
| Liliana Elsa Denot         | 10 de diciembre de 2007 - 10 de diciembre de 2011 | 2007    | UCR     |         | —       |            |
| Juan Alberto Gobbi         | 10 de diciembre de 2011 - 10 de diciembre de 2015 |         | UCR     |         | UDESO   | 2011       |
| Javier "Chapa" Gastón      | 10 de diciembre de 2015 - 10 de diciembre de 2019 |         | UxCh    |         | UNA     | 2015       |
| Javier "Chapa" Gastón      | 10 de diciembre de 2019 - 10 de diciembre de 2023 |         | UxCh    | FdT     | 2019    |            |
| Javier "Chapa" Gastón      | 10 de diciembre de 2023 - En el cargo             |         | FR      |         | UP      | 2023       |

## Población
Según el Censo Nacional de Población y Vivienda de 1991, la población de Chascomús era de 35.174 habitantes, con una tasa anual de crecimiento poblacional del 1,5 % (período intercensal 1980-1991). Y del 9,87 % (para el periodo 1991-2001)
La población rural representaba un 17,7 % del total (6.155 habitantes), y la población urbana se distribuía en las entonces dos localidades del partido: 3.755 habitantes en Lezama y 25.264 habitantes en la ciudad de Chascomús.
La población 2010 sin Lezama es de 38.270 y la de la ciudad de Chascomús es de 34.123 habitantes (censo 2010) mientras que la población de la ciudad en 2001 era de 30.227 habitantes.
| Población | 374 | 1.227    | 3.650    | 3.541  | 9.637    | 11.182  | 13.044  | 16.392  | 21.560  | 24.660  | 25.927 | 29.936  | 35.174  | 38.647 | 42.277 | 42.452 |
| Variación | -   | +228,07% | +197,47% | -2,99% | +172,15% | +16,03% | +16,65% | +25,66% | +31,52% | +14,37% | +5,13% | +15,46% | +17,49% | +9,87% | +9,39% | +0,4%  |

Nota: Del censo de 1869 al de 2010 la población del partido incluye también la del actual partido de Lezama.

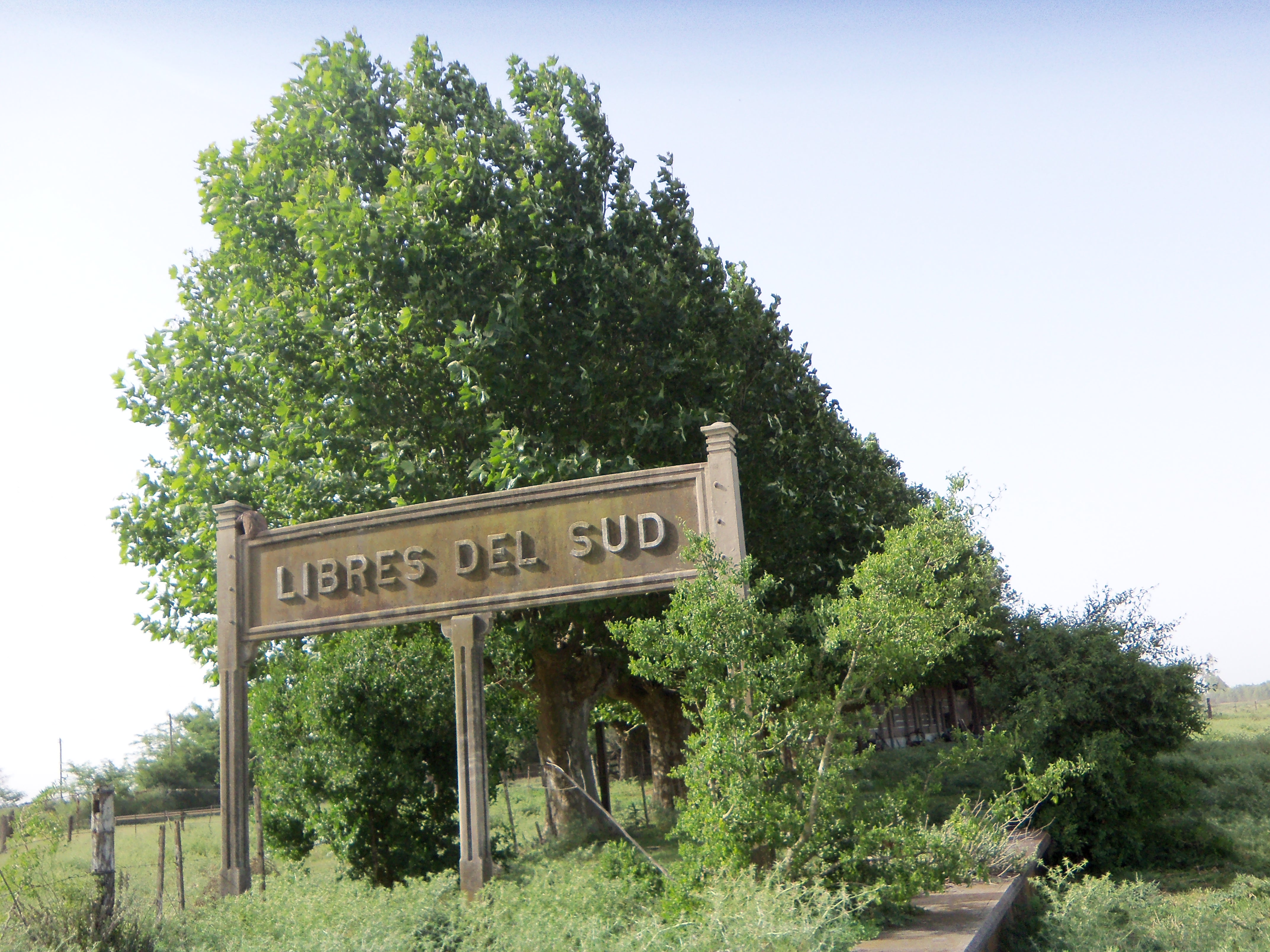
Estación Libres del Sud del FFCC Roca.

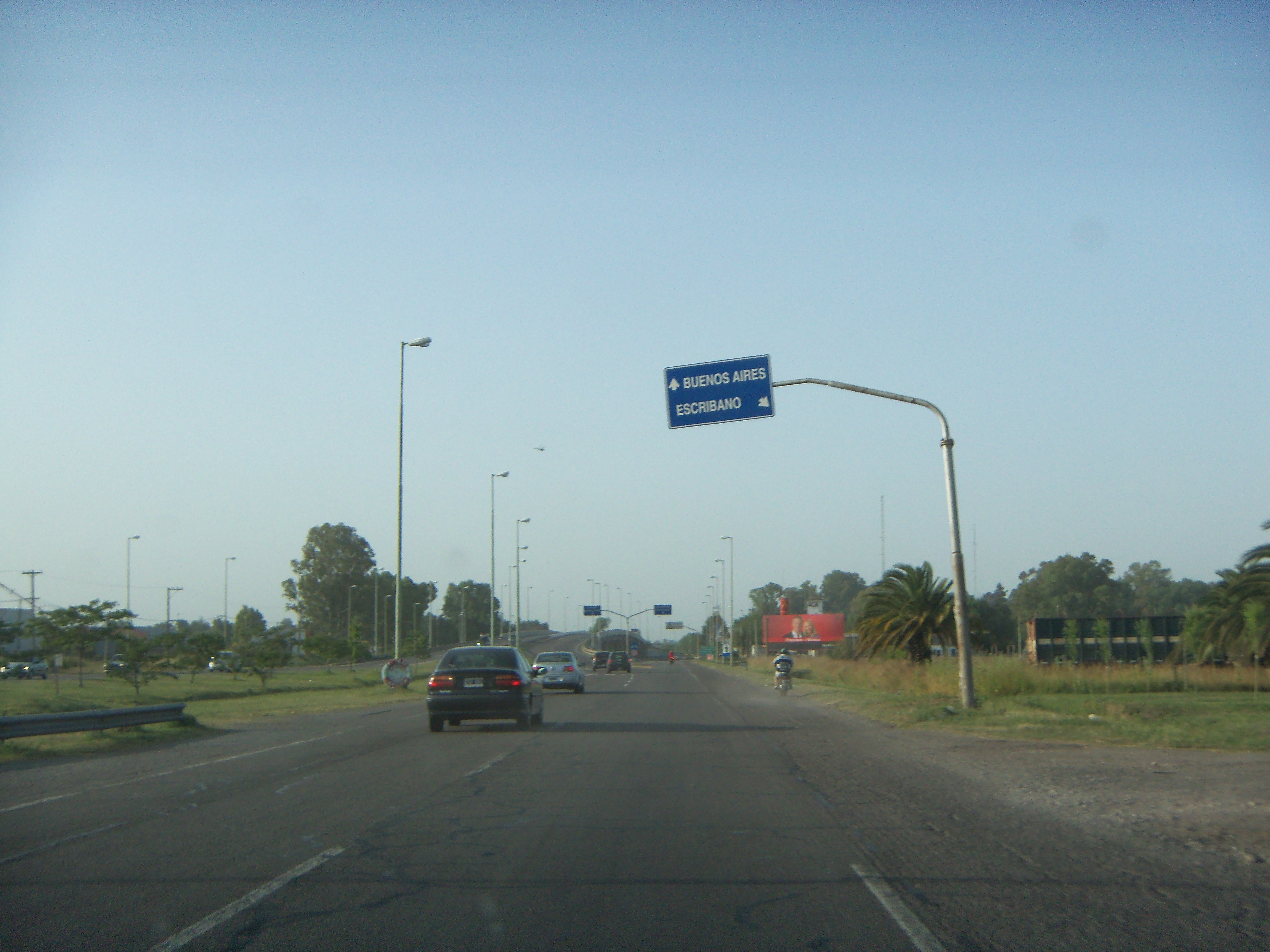
Acceso a Pedro N. Escribano por la Ruta Nacional 2.

## Localidades del partido
- Chascomús (cabecera)

### Parajes

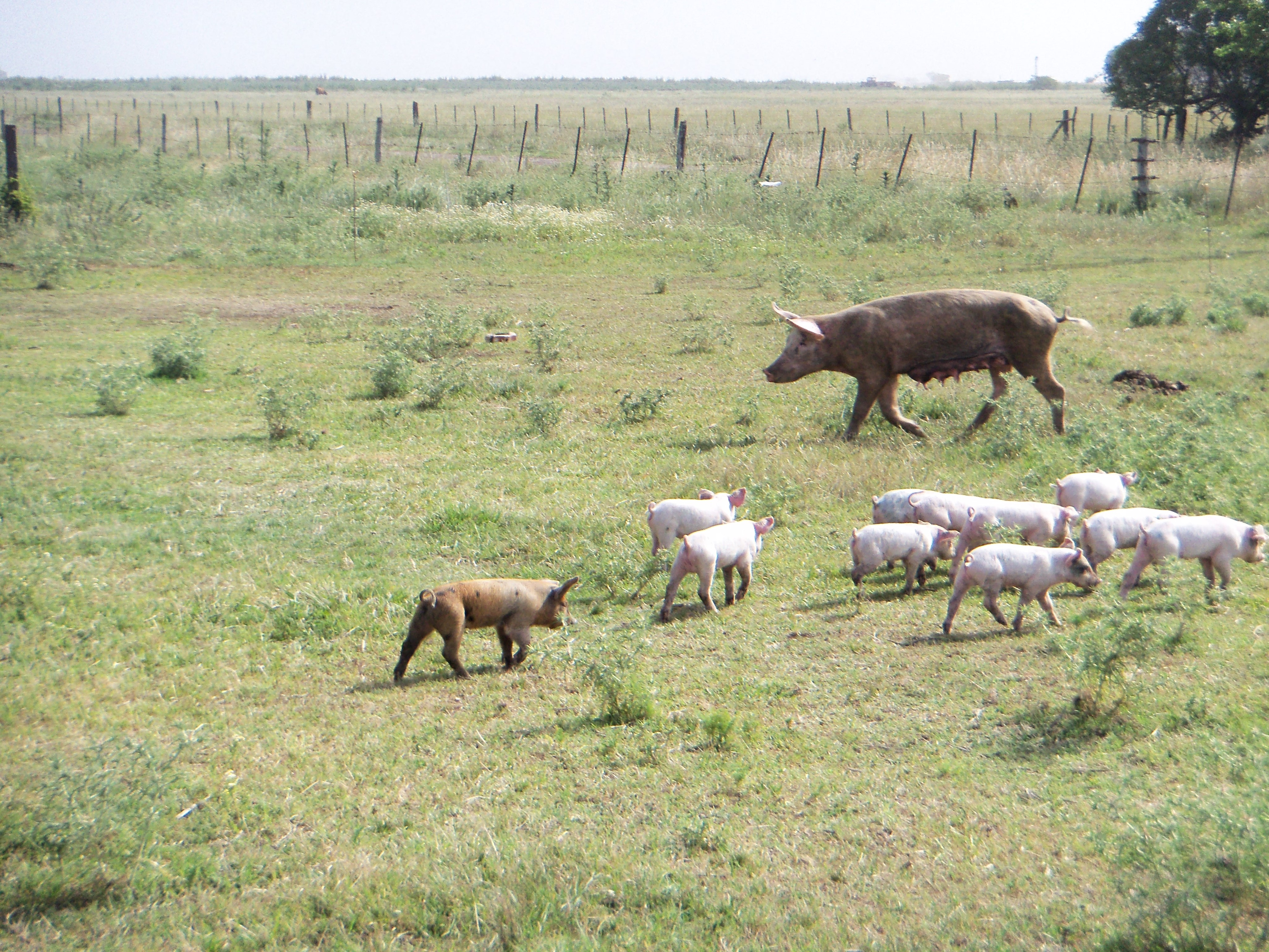
Ganado porcino, en la zona de Comandante Giribone.

- Adela
- Barrio Lomas Altas
- Comandante Giribone
- Don Cipriano
- Gándara
- Libres del Sud
- Pedro Nicolás Escribano
- Villa Parque Girado

## Actividades económicas
A diferencia de lo que sucede en la región, el partido de Chascomús tiene una fuerte presencia de actividades industriales, especialmente del sector agroalimenticio -en particular elaboración de productos lácteos-, el sector textil y la fabricación de maquinaria y equipos agrícolas.
También hay una importante actividad ganadera principalmente orientada a la cría de ganado vacuno y cabañas dedicadas al desarrollo de reproductores bovinos. También tiene fuerte peso la actividad tambera, cuya producción es absorbida por la industria láctea asentada en la zona.

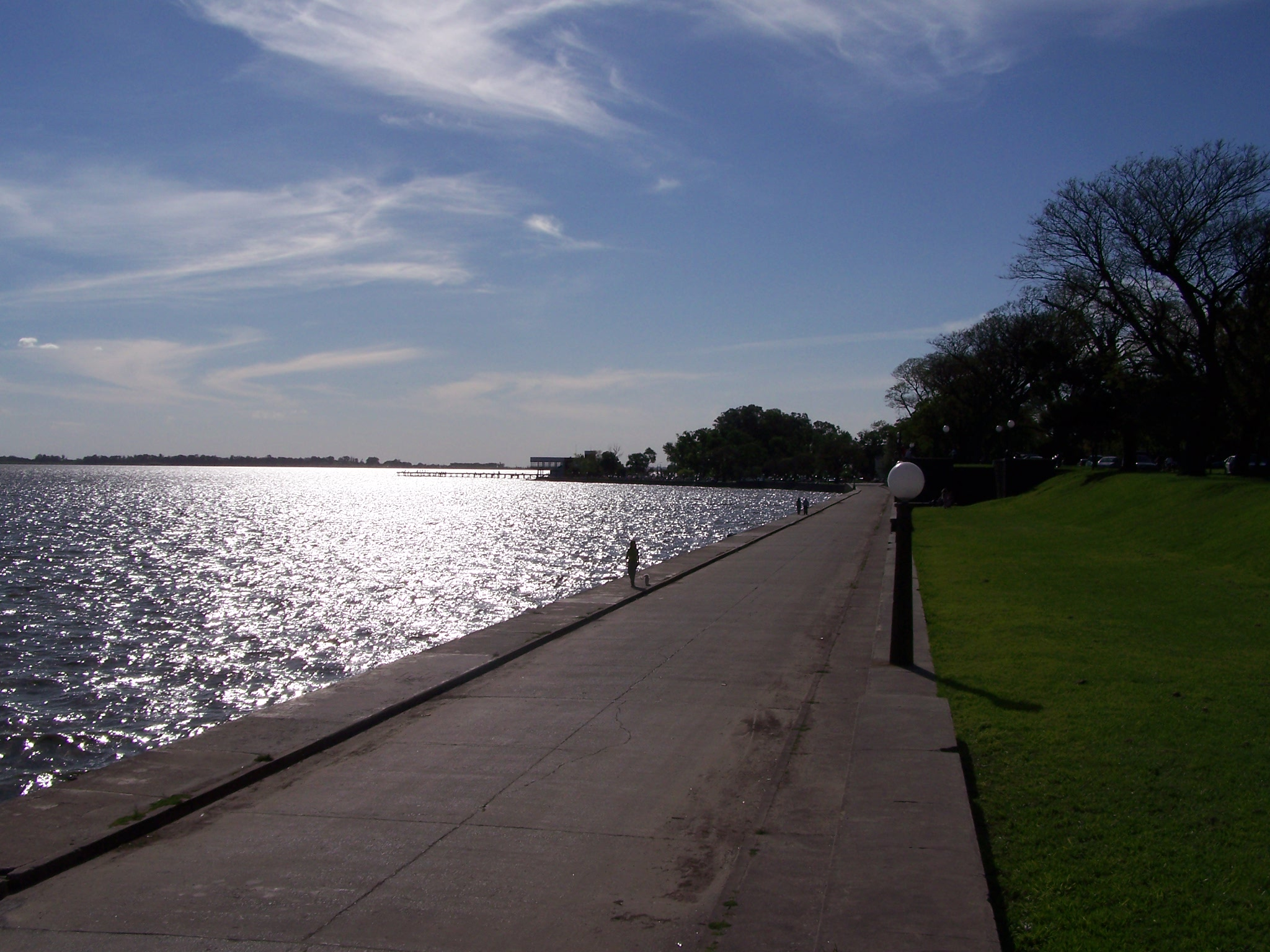
Laguna Chascomús, vista de "La Bajadita", desde la finalización de la misma. Al fondo el Espigón de Pescadores y el Edificio del Turista.

La actividad agrícola tiene poca presencia y se orienta al cultivo de maíz, avena, cebada, sorgo y soja.
También existe una importante actividad apícola distribuida en todo el territorio del partido.
La Laguna de Chascomús ha generado una actividad tradicional de turismo receptivo de fin de semana, con un flujo de turistas proveniente del Gran Buenos Aires.

### Turismo rural
- Establecimiento de Campo "La Euskara", a 25 km.
- Estancia "Don Antonio", ex - "Callaqueo".
- Estancia "La Juanita".
- Estancia "La Alameda". Camino de Circunvalación, a 12,6 km.
- Estancia "La Horqueta". Camino a Gándara, sobre Laguna Vitel, a 10 km.
- Estancia "Pedro Chico".
- Estancia "La Fe", a 40 km.
- Estancia "Valle Santa Ana", a 8 km.
- Estancia "Santa Gertrudis", a 50 km.
- “Refugio el vergel” , camino a Gandara, Gandara, a 14 [km]

## Cultura

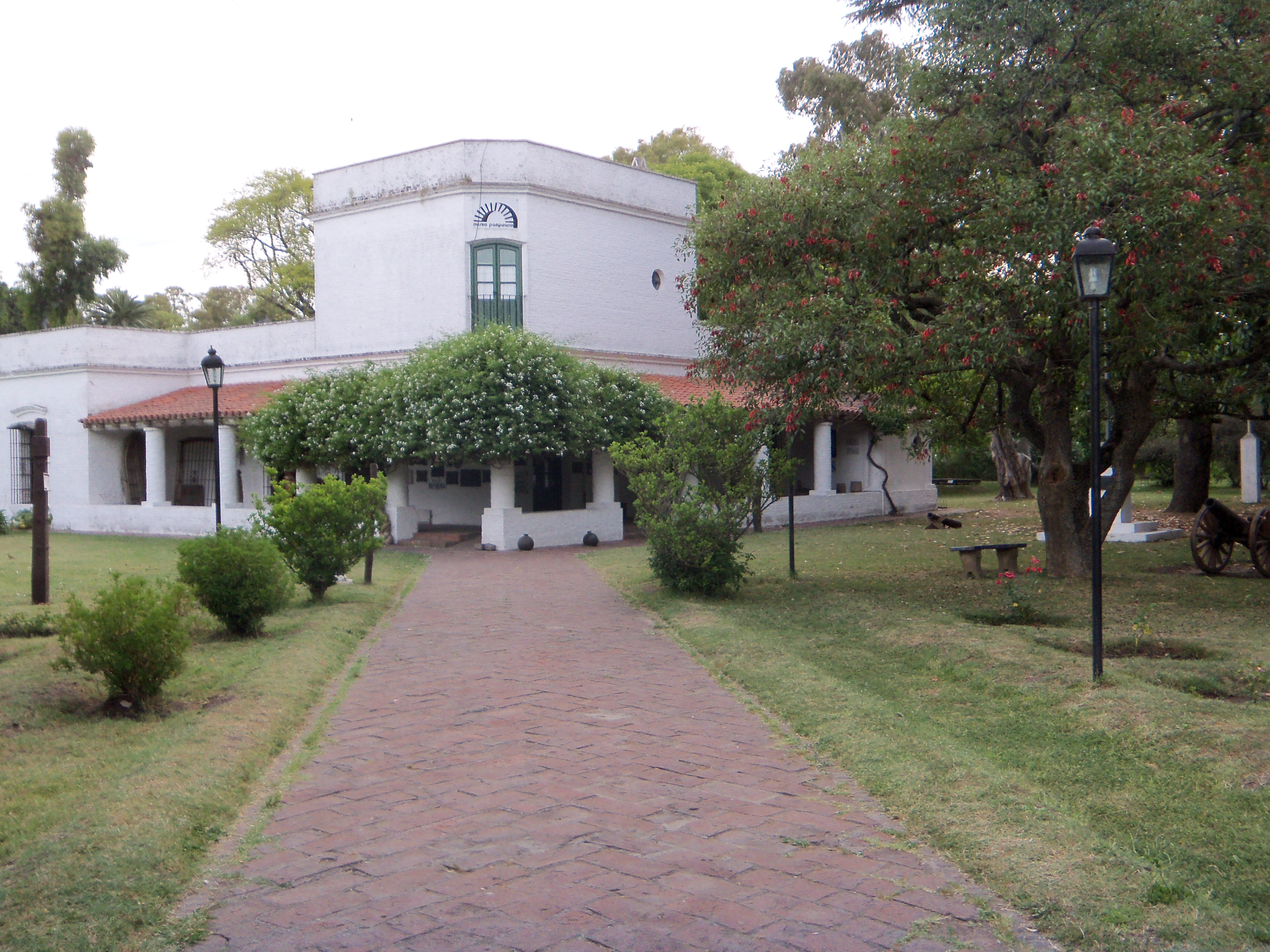
Museo Pampeano.

### Museo Pampeano
A pocos metros de la laguna histórica, en medio del Parque de “Los Libres del Sur”, se levanta la casona del Museo Pampeano. Al edificio sencillo y blanco se accede luego de cruzar las rejas de hierro de su entrada. En este Museo se encuentra el patrimonio histórico de Chascomús.

### El Parque “Los Libres del Sur”
Este Parque nació y creció junto al Museo. Lo envuelve de verde y valoriza las líneas puras del edificio. Tunas, magnolias, palo borracho, eucaliptos y el característico ombú, brindan su sombra acogedora. Entre la vegetación se destacan el busto de José Hernández, un valioso mojón de la Estancia “Rincón de López”, fechado en 1778, y primitivos cañones de hierro fundido.
En un extremo, una de las últimas carretas que recorrió las calles de Chascomús, y la estatua “El Cantor”, obra de Luis Perlotti.

### La Villa de San Juan Bautista de Chascomús
La personalidad misma de la Villa de San Juan Bautista de Chascomús, primero, fortín de avanzada en tierra de indios, luego país de ricos estancieros, exigía que su pasado quedara atesorado en un edificio de especiales características.
La decisión de realizar una réplica de la Casa de Postas “Mensajerías Argentinas”, que se levantaba en San Isidro, fue todo un acierto: pisos de ladrillos enormes o baldosas coloradas, tejas asentadas en barro, techos de viga de quebracho, cielorrasos de caña atadas con “guasquillas” de cuero de potro, muros gruesos y blancos, puertas macizas, rejas voladas... así, respetando antiguos usos y materiales de construcción nació esta casona, cofre perfecto para las joyas del pasado lugareño. Se inauguró el 27 de abril de 1941.

### Instituto Historiográfico
Funciona en la Casa de Casco. En la sala de consulta se puede acceder al material del archivo histórico (expediente de 1800 a 1933), la sección hemeroteca (colecciones de periódicos locales desde 1872), la colección de documentos de imagen y sonido sobre diversos temas de nuestra ciudad, la sección cartografía y la biblioteca.
Además, las carpetas Temáticas que facilitan un primer acercamiento a la historia lugareña.

### Orquesta-Escuela de Chascomús
En la ciudad de Chascomús, se implementó por primera vez la Metodología Orquesta-Escuela, creada por María Valeria Atela. La Orquesta-Escuela de Chascomús fue proyectada en 1997 y comenzó sus actividades en marzo de 1998 con el acompañamiento de la Municipalidad local, siendo la primera Orquesta-Escuela de la Argentina. Se constituyó en epicentro de referencia y capacitación permanente en la especialidad, modelo pedagógico e institucional para la creación de núcleos orquestales y programas provinciales y en el proyecto madre de la Fundación Sistema de Orquestas Infantiles y Juveniles de Argentina.

## Deporte

### Clubes de la ciudad

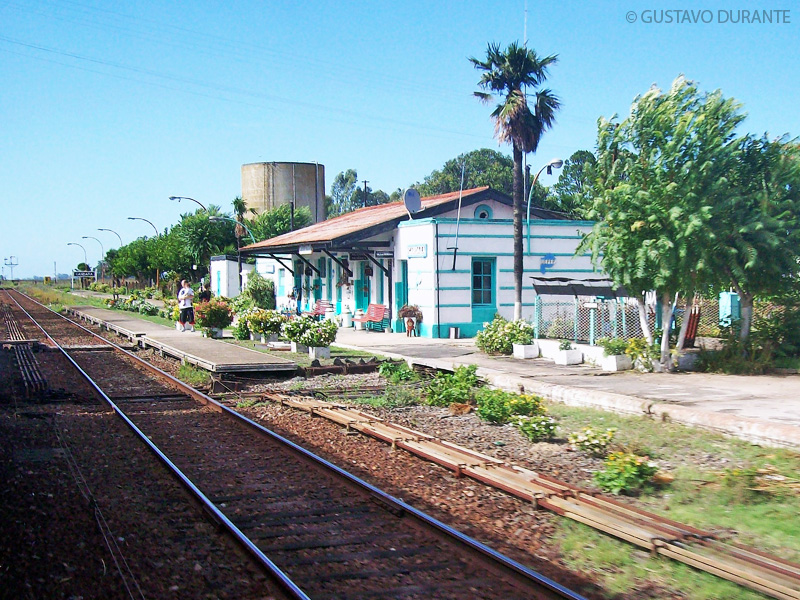
Estación Gándara.

- Tiro Federal Argentino de Chascomus: Tucumán 298
- Liga Chascomunense de fútbol. González Chávez y Tapalqué.
- Club Atlético Chascomús. Lastra y Obligado.
- Club Deportivo Chascomús. Avda. Hipólito Yrigoyen y Escribano.
- Atlético Tiro Federal de Chascomús. Participante en el Torneo del Interior.
- Unión Deportiva de Chascomús.
- Club Pesca y Náutica. Lastra y Costanera.
- Club Hípico. Ruta 2 km. 125.
- Club de Aeromodelismo Chascomús (enlace roto disponible en Internet Archive; véase el historial, la primera versión y la última).. Camino de Circunvalación.
- Club Argentino de Paracaidismo Archivado el 11 de enero de 2010 en Wayback Machine.. Ruta 20 (Aeroclub Chascomús).
- Club de Leones de Chascomús Archivado el 2 de febrero de 2009 en Wayback Machine..
- Club de Regatas de Chascomus